# Korytné
Korytné (deutsch Koritnau, ungarisch Korotnok) ist eine Gemeinde im Osten der Slowakei mit 98 Einwohnern (Stand 31. Dezember 2024) und gehört zum Okres Levoča, einem Kreis des Prešovský kraj, sowie zur traditionellen Landschaft Zips.

## Geografie

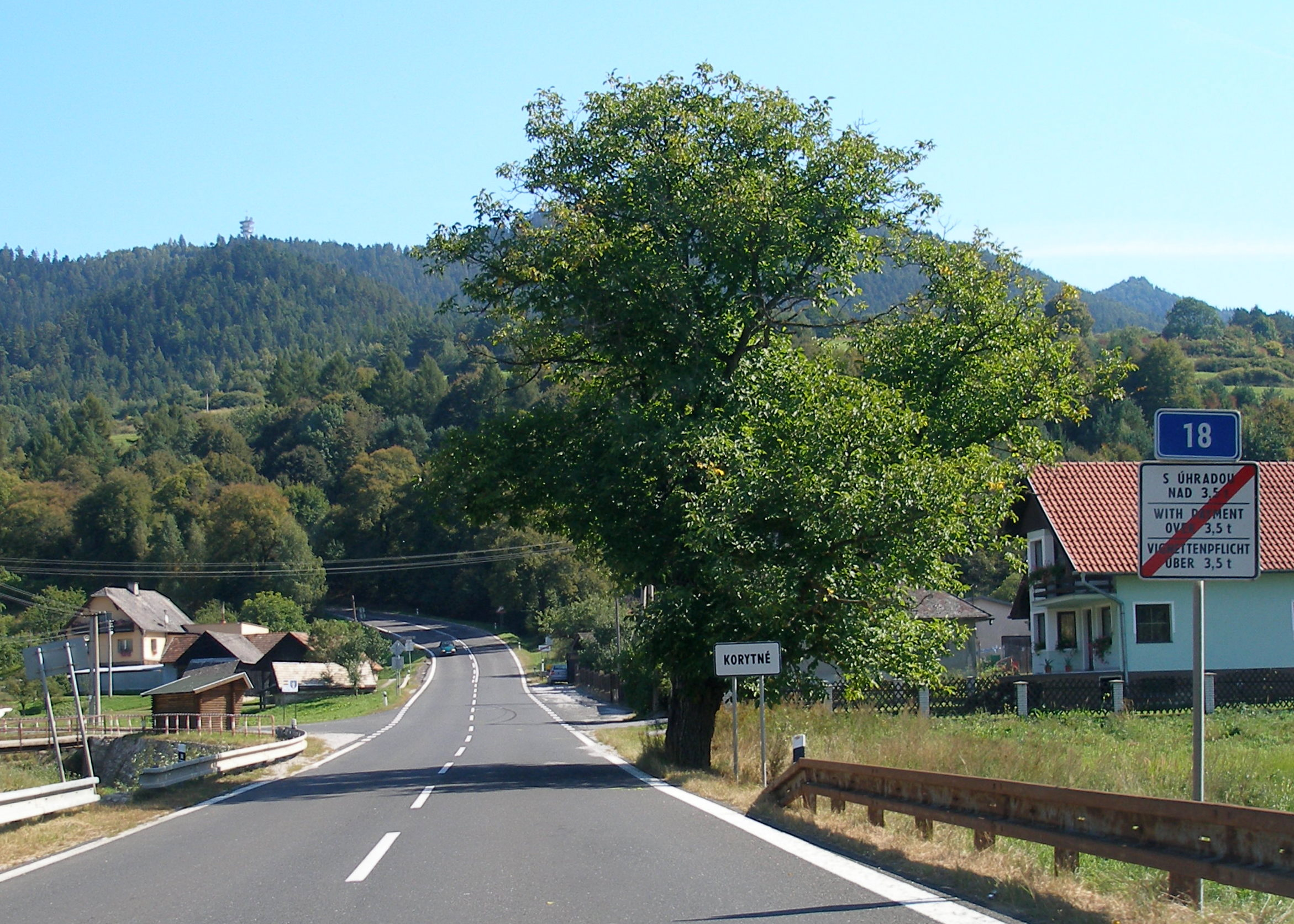
Ortseingang Korytné an der Cesta I. triedy 18 (I/18)

Die Gemeinde befindet sich am Übergang vom Talkessel Hornádska kotlina in das östlich gelegene Branisko-Gebirge, unterhalb des gleichnamigen Passes. Das Ortszentrum liegt auf einer Höhe von 503 m n.m. und ist sechseinhalb Kilometer von Spišské Podhradie sowie 21 Kilometer von Levoča entfernt.
Nachbargemeinden sind Poľanovce im Norden, kurz Šindliar im Nordosten, Široké im Osten, Harakovce im Süden, Beharovce im Westen und Pongrácovce im Nordwesten.

## Geschichte

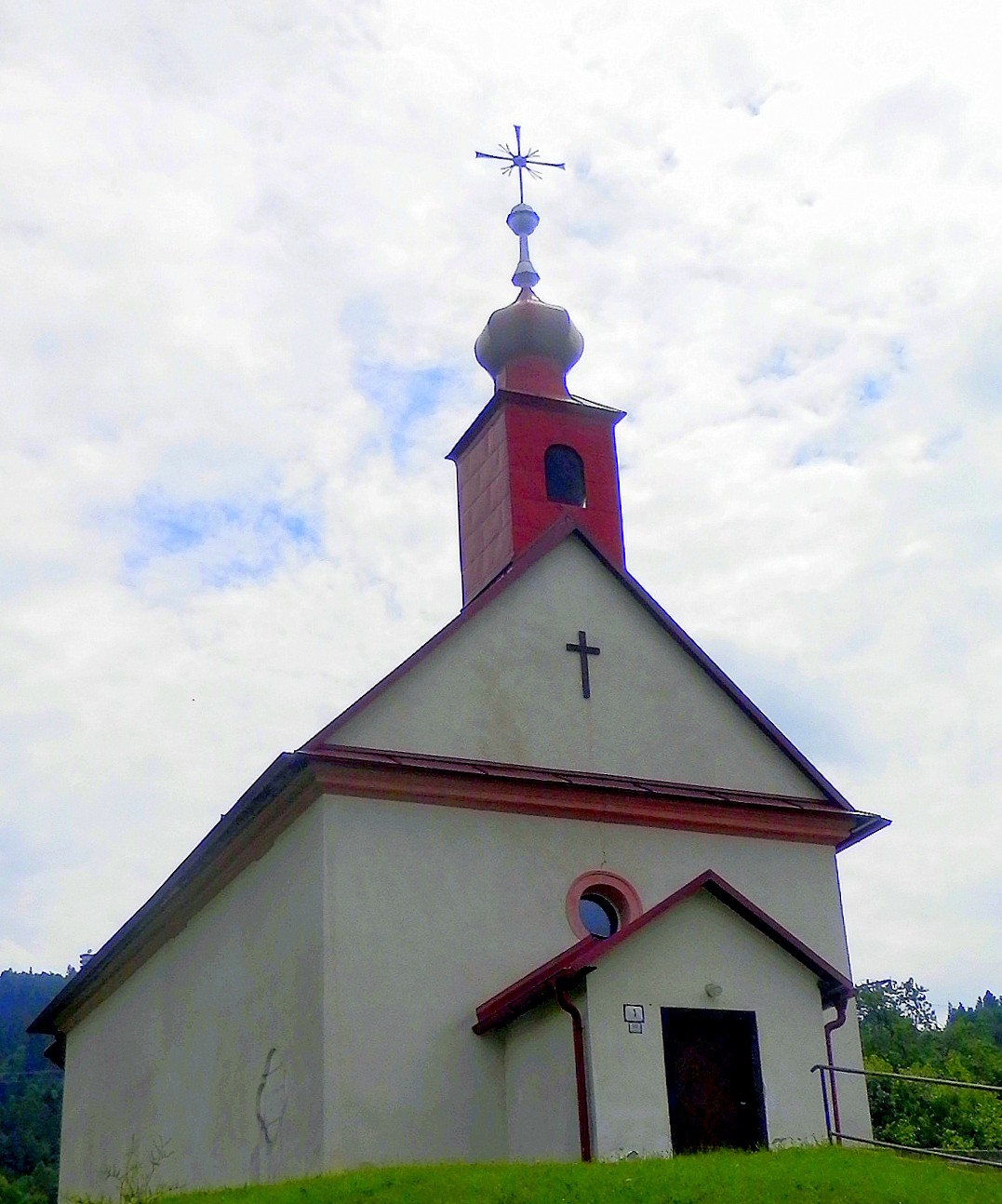
Kirche in Korytné

Der Ort wurde zum ersten Mal 1297 schriftlich erwähnt und war jahrhundertelang Besitz des Geschlechts Korotnoky. Die Einwohner waren vorwiegend in der Landwirtschaft beschäftigt. Nach 1913 wurde die Gemeinde in das benachbarte Poľanovce (damals ungarisch Polyánfalu) und gliederte sich erst 1996 wieder aus.
Bis 1918 gehörte der im Komitat Zips liegende Ort zum Königreich Ungarn und kam danach zur Tschechoslowakei beziehungsweise heute Slowakei.

## Bevölkerung
| Jahr                | 1994 | 2004 | 2014     | 2024    |
| ------------------- | ---- | ---- | -------- | ------- |
| Anzahl der Personen | 0    | 112  | 92       | 98      |
| Unterschied         |      | –    | −17,85 % | +6,52 % |

| Jahr                | 2023 | 2024    |
| ------------------- | ---- | ------- |
| Anzahl der Personen | 103  | 98      |
| Unterschied         |      | −4,85 % |

Gemäß der Volkszählung 2011 wohnten in Korytné 102 Einwohner, davon 92 Slowaken und ein Magyare. Neun Einwohner machten keine Angabe zur Ethnie.
91 Einwohner bekannten sich zur römisch-katholischen Kirche und ein Einwohner zur griechisch-katholischen Kirche. Ein Einwohner bekannte sich zu einer anderen Konfession und bei neun Einwohnern wurde die Konfession nicht ermittelt.

## Bauwerke
- römisch-katholische Matthiaskirche im klassizistischen Stil aus dem Jahr 1816
- Kapelle aus dem Jahr 1817